# The Lakes (песня)
«The Lakes» (стилизовано строчными буквами; с англ. — «Озёра») — песня американской певицы Тейлор Свифт, вышедшая 24 июля 2020 года на лейбле Republic Records и вошедшая в делюкс-издание её восьмого студийного альбома Folklore. Написанная и спродюсированная Свифт и Джеком Антоноффом, «The Lakes» представляет собой среднетемповую инди-балладу, написанную под акустическую гитару и струнные, с темами самоанализа и эскапизма, которые отражают полуотпуск Свифт в Уиндермире, самом большом природном озере в Англии.
Оркестровая версия «The Lakes», которая является оригинальной демо-записью, была выпущена в качестве промо-сингла компанией Republic Records 24 июля 2021 года в честь первой годовщины Folklore. 7-дюймовые синглы «The Lakes» были эксклюзивно проданы в независимых музыкальных магазинах 23 апреля 2022 года в рамках лимитированного винилового релиза 2022 года в День музыкального магазина (Record Store Day).
После выхода песня «The Lakes» получила всеобщее признание музыкальных критиков, которые отметили её сложный, поэтичный текст и меланхоличную инструментальную часть; многие назвали её главным событием альбома Folklore и одной из лучших песен в дискографии Свифт. Песня дебютировала в топ-10 канадского чарта цифровых продаж песен Canadian Digital Song Sales и американского чарта цифровых продаж Digital Song Sales; в других странах она заняла 21-е место в Шотландии и в чарте загрузок синглов Великобритании, а также 27-е место в Венгрии.

## История
23 июля 2020 года американская певица Тейлор Свифт объявила через свои социальные сети, что её восьмой студийный альбом Folklore выйдет в полночь того же дня, и раскрыла его трек-лист, где единственным бонус-треком на делюкс-издании была названа песня «The Lakes». Все треки Folklore были задуманы Свифт как образы и визуальные эффекты, результат её воображения, которое «разыгралось» во время пандемии COVID-19.
Первоначально эксклюзивный для делюксовых изданий Folklore, выпущенных 7 августа 2020 года, «The Lakes» стал доступен на цифровых и потоковых платформах 18 августа 2020 года вместе с лирическим видео, опубликованным на YouTube. Продюсер «The Lakes» Джек Антонофф сказал, что песня является «большой оркестровой версией», прежде чем Свифт сказала ему сделать её меньше.
Эта версия была выпущена для всех музыкальных платформ 24 июля 2021 года, в первую годовщину Folklore. Она на несколько секунд длиннее, чем альбомная версия «The Lakes»; Свифт твитнула: «Прошёл 1 год с тех пор, как мы вместе сбежали из реального мира и вообразили себя где-нибудь попроще. С высокими деревьями, морскими брызгами и солёным воздухом. Где вы можете носить кружевные ночные рубашки, которые заставит вас выглядеть призраком викторианской моды, и никто не будет смотреть в сторону вас, потому что вокруг никого нет. Чтобы поблагодарить вас за всё, что вы сделали, чтобы сделать этот альбом таким, каким он был, я хотела бы дать вам оригинальную версию „The Lakes“. Поздравляем с годовщиной Rebekah Betty, Inez, James, Augustine и истории, которые мы все создавали вокруг них. С юбилеем, Folklore».
23 апреля 2022 года в День музыкального магазина, виниловые пластинки с песнями разных исполнителей, выпущенные ограниченным тиражом, появятся исключительно в независимых музыкальных магазинах; среди них заявлены 7-дюймовые копии песни «The Lakes» Свифт, содержащие как альбомную версию (на стороне A), так и оригинальное демо (на стороне B).

## Композиция
«The Lakes» — это мелодраматическая, среднетемповая инди-баллада, которую ведёт акустическая гитара, с пышной оркестровкой, насыщенной струнными и «эйфорическим» крещендо скрипок. Диапазон вокала Свифт в песне — от D3 до F♯4. Песня написана в ключе ре мажор и имеет умеренный темп 90 ударов в минуту.
В поэтической лирике Свифт размышляет о своём полуотдыхе в Уиндермире, самом большом озере в Англии, расположенном в Озёрном крае. Свифт фантазирует о красной розе, растущей из тундры, «когда вокруг нет никого, кто мог бы написать об этом в Твиттере», что указывает на её идею утопии, свободной от социальных сетей, вражды и городских условий, вдали от общества, её критиков и недоброжелателей, и найти утешение со своим возлюбленным в дикой местности, подобно озёрным поэтам.

## Отзывы
Песня получила широкое признание критиков. Критик NME Ханна Милреа отметила, что «The Lakes» более поэтична и романтична, чем любая песня на стандартном издании Folklore, и похвалила песню как «аллюзивную». Бриттани Спанос из Rolling Stone написала, что песня отражает поэзию эпохи романтизма, изображая безусловную любовь «на фоне противоречивой жизни и болезненных переживаний». Рен Грейвс, критик из Consequence of Sound, также счёл песню романтической, вдохновлённой «одним из великих периодов в английской литературе». Сэмми Эндрюс из Redbrick заявил, что песня демонстрирует «исключительную» лирическую утончённость и зрелость, свидетельствуя о «таланте и мастерстве Свифт как автора песен». Том Брейхан, написавший для Stereogum, назвал её «мягкой, мелкомасштабной» песней о любви, в которой она избегает внимания публики и «находит спасение в каком-нибудь уединённом анклаве».

## Коммерческий успех
Спустя три дня песня дебютировала на пятом месте в цифровом чарте Billboard Digital Song Sales, и на 18-м месте в Billboard Bubbling Under the Hot 100. Она также достигла top-20 в New Zealand Top 40 Singles и в Canadian Digital Song Sales, и попала в top-30 в Hungarian Singles, Scottish Singles и в UK Singles Downloads Chart.
Цифровые загрузки|стриминг
Благодаря переизданию на виниле в Великобритании трек занял второе место в итоговом списке лучших виниловых синглов 2022 года: «Official Top 40 best-selling vinyl singles of 2022».

## Список треков
Цифровые загрузки / стриминг — Оригинальная версия
1. «The Lakes» (Original) — 3:47

7-дюймовые виниловые копии
1. «The Lakes» (Album version) — 3:31
2. «The Lakes» (Original version) — 3:47

## Участники записи
По данным заметок на альбоме.
- Тейлор Свифт — вокал, автор, продюсер
- Джек Антонофф — продюсер, автор песен, инженер звукозаписи, живые ударные, живая перкуссия, программирование ударных, электрогитара, клавишные, фортепиано, фоновый вокал
- Эван Смит — саксофон, кларнет, флейта, клавишные, бас
- Бобби Хоук — струнные
- Майк Уильямс — инженер звукозаписи
- Джон Готье — инженер звукозаписи
- Джонатан Лоу — инженер по микшированию
- Laura Sisk — вокальный инженер
- Рэнди Меррилл — мастеринг-инженер

## Чарты

### Еженедельные чарты
| Чарт (2020)                                     | Высшая позиция |
| ----------------------------------------------- | -------------- |
| Австралия (Digital Song Sales, Billboard)       | 7              |
| Канада (Canadian Digital Song Sales, Billboard) | 9              |
| Новая Зеландия (RMNZ)                           | 13             |
| Венгрия (Single Top 40)                         | 28             |
| Шотландия (Scottish Singles Chart)              | 21             |
| Великобритания (UK Singles Downloads Chart)     | 21             |
| США (Billboard Bubbling Under Hot 100 Singles)  | 18             |
| США (Billboard Digital Songs)                   | 5              |

## История релиза
| Регион | Дата           | Формат                     | Версия                         | Лейбл    | Ссылка |
| ------ | -------------- | -------------------------- | ------------------------------ | -------- | ------ |
| Мир    | 24 июля 2021   | Цифровые загрузки стриминг | Оригинальная                   | Republic | [ 33 ] |
| Мир    | 23 апреля 2022 | 7-дюймовый виниловый сингл | Официальная Оригинальная [ c ] | Republic | [ 34 ] |